# Ptinus thomasseti
Ptinus thomasseti is een keversoort uit de familie klopkevers (Ptinidae). De wetenschappelijke naam van de soort werd in 1935 gepubliceerd door Blair.